# Ихтиманский партизанский отряд
Ихтиманский партизанский отряд (болг. Ихтимански партизански отряд) — подразделение Народно-освободительной повстанческой армии Болгарии, входившее в состав 1-й Софийской повстанческой оперативной зоны. Действовал во время Второй мировой войны в районах городов Ихтиман и Панагюриште.

## История
В 1942 году в районе города Ихтиман появились первые партизанские части. 25 июня 1942 года в Витоше у дома «Планинец» на основе партизанской группы была сформирована Ихтиманская партизанская рота. В апреле 1943 года рота выросла до размеров отряда, который получил имя Георгия Бенковского. Командиром отряда стал Марин Христов, политическим комиссаром — Недялко Панчев. В дальнейшем командиром отряда стал Славейко Джахов (позывной «Турчина»).
В июле 1943 года Ихтиманский отряд был переброшен в район Панагюриште. 28 августа 1943 года вместе с Панагюрской ротой другого отряда имени Георгия Бенковского Ихтиманский отряд вступил в бой против правительственных войск в районе Конской Поляны. Объединённый отряд понёс потери, но сумел прорвать кольцо окружение и вернуться в район Ихтимана. В дальнейшем он проводил акции в районах населённых пунктов Белица, Очуша, Мухово, Мирово и Костенец. Отрядом была подорвана железная дорога Вакарел — Побит-Камык, а также повреждена телефонная линия Югославия — Турция на участке Вакарел — Ветрен.
В июне 1944 года отряд объединился с третьим батальоном партизанской бригады «Чавдар» в 4-ю Софийскую повстанческой бригады, командиром которой стал Стефан Халачев. Бригада участвовала в установлении власти Отечественного фронта в Софии 9 сентября 1944 года.